# August Franz Essen
August Franz Essen, August Franz Essenius, August Franz von Essen (ur. 7 października 1724 w Gommern k. Magdeburga, zm. 21 października 1792 w Warszawie) – dyplomata saski.
Syn Augusta Franza Esseniusa, komornika i Anny Rosiny. Dorastał w Dreźnie. Studiował w Wittenberdze (1742-). Rezydent saski w Gdańsku (1761-1762), chargé d'affaires w Warszawie (1763-1791), następnie poseł tamże (1791-1792). Wspomagali go - agent królewicza Ksawerego Saskiego Józef Bratkowski i agent królewicza Karola Jan Baptysta d'Aloy, oficjalnie występujący w stolicy Polski jako rezydent kurlandzki. W 1768 uzyskał polski indygenat. Można go uznać za jednego z najlepszych ekspertów polskiej polityki w drugiej połowie XVIII w. Jego korespondencja z władzami saskimi w 39 tomach zawiera cenne informacje o sytuacji politycznej Polski, pod wpływem której, elektorat saksoński w 1791 wyrzekł się zaoferowanej mu korony Polski.